# 东平水道特大桥
东平水道特大桥是一座位于广东省佛山市京广高速铁路的铁路钢桁拱桥，开通于2009年，全长440米，主跨242米，跨越东平水道（珠江的支流），是武广高铁上跨度最大的桥。